# Stapelager Berg
Der Stapelager Berg ist ein 365,2 m ü. NHN hoher Berg in den Stapelager Bergen des Teutoburger Waldes. Er liegt bei Hörste im nordrhein-westfälischen Kreis Lippe.
Der Berg besteht aus Kalkstein und ist überwiegend mit Buchen bewaldet.

## Geographie

### Lage
Der Stapelager Berg erhebt sich im Nordwesten der Stapelager Berge im Naturpark Teutoburger Wald/Eggegebirge. Sein Gipfel liegt 7,6 km südwestlich der Kernstadt von Lage, 2,2 km südwestlich des Lager Stadtteils Hörste, in dessen Gemarkung sich der Berg befindet, 3,2 km nordnordwestlich der Gemeinde Augustdorf und 5,4 km nordöstlich von Stukenbrock, einem Stadtteil von Schloß Holte-Stukenbrock.
Nordwestlich liegt die Stapelager Schlucht und jenseits davon die Hunneckenkammer (325,7 m) und südöstlich der Hermannsberg (364,6 m).
Zu den Fließgewässern am Stapelager Berg gehören der Massiekbach, einem Zufluss des auf dem Nordhang entspringenden Stapelager Bachs, der den vom Nordosthang quellenden Hörster Bach speist; Letzterer mündet in den ebenso Hörster Bach genannten Zufluss des Rethlager Bachs. Etwas südwestlich des Berges entspringt beim jenseits vom Standortübungsplatz Stapel des Truppenübungsplatzes Senne gelegenen Heidehaus der Ölbach.

### Naturräumliche Zuordnung
Der Stapelager Berg gehört in der naturräumlichen Haupteinheitengruppe Unteres Weserbergland (Nr. 53), in der Haupteinheit Bielefelder Osning (530) und in der Untereinheit Osning-Kamm (530.1) zum Naturraum Brackweder Osning (530.11). Die Landschaft fällt nach Nordosten in die Untereinheit Werther-Oerlinghausener Osning-Vorberge (530.0) in den Naturraum Bielefelder Berge (530.01) ab. Nach Südwesten leitet sie in den Naturraum Wistinghäuser Senne (540.01) über, der in der Haupteinheitengruppe Westfälische Bucht (54) und in der Haupteinheit Ostmünsterland (540) zur Untereinheit Senne (540.0) zählt.

## Schutzgebiete
Auf dem Stapelager Berg liegen Teile des Naturschutzgebiets Östlicher Teutoburger Wald (CDDA-Nr. 329562; 2004 ausgewiesen; 23,1953 km² groß), des Fauna-Flora-Habitat-Gebiets Östlicher Teutoburger Wald (FFH-Nr. 4017-301; 53,0359 km²) und des Vogelschutzgebiets Senne mit Teutoburger Wald (VSG-Nr. 4118-401; 153,5968 km²). Bis auf den unteren Bereich der Nordflanke und an den Westfuß reichen Teile des Landschaftsschutzgebiets Teutoburger Wald mit Lippischem Wald, Osning-Kamm und östlichem Osning-Vorland (CDDA-Nr. 555553234; 2006; 14,5165 km²).

## Verkehrsanbindung und Wandern
Nördlich vorbei am Stapelager Berg verläuft zwischen Währentrup und Hörste die Kreisstraße 11. Nordöstlich vorbei führt der Hermannsweg, nordöstlich der 2,6 km lange Literarische Wanderweg Lage-Hörste sowie jeweils südwestlich der 20 km lange Augustdorfer Rundwanderweg und der Lönspfad.